# 1. Fußballclub Union Berlin 2017-2018
Questa voce raccoglie le informazioni riguardanti il 1. Fußballclub Union Berlin  nelle competizioni ufficiali della stagione calcistica 2017-2018.

## Stagione
Nella stagione 2017-2018 l'Union Berlino, allenato da André Hofschneider, concluse il campionato di 2. Bundesliga al 8º posto. In Coppa di Germania l'Union Berlino fu eliminato al secondo turno dal Bayer Leverkusen.

## Rosa
| N. |                        | Ruolo | Calciatore             |
| -- | ---------------------- | ----- | ---------------------- |
| 12 | Danimarca (bandiera)   | P     | Jakob Busk             |
| 1  | Germania (bandiera)    | P     | Daniel Mesenhöler      |
| 30 | Germania (bandiera)    | P     | Lennart Moser          |
| 5  | Germania (bandiera)    | D     | Marvin Friedrich       |
| 13 | Germania (bandiera)    | D     | Peter Kurzweg          |
| 37 | Germania (bandiera)    | D     | Toni Leistner          |
| 33 | Stati Uniti (bandiera) | D     | Lennard Maloney        |
| 29 | Germania (bandiera)    | D     | Michael Parensen       |
| 6  | Danimarca (bandiera)   | D     | Kristian Pedersen      |
| 34 | Germania (bandiera)    | D     | Fabian Schönheim       |
| 3  | Austria (bandiera)     | D     | Christoph Schößwendter |
| 15 | Spagna (bandiera)      | D     | Marc Torrejón          |
| 28 | Austria (bandiera)     | D     | Christopher Trimmel    |
| 10 | Germania (bandiera)    | C     | Dennis Daube           |

| N. |                     | Ruolo | Calciatore       |
| -- | ------------------- | ----- | ---------------- |
| 4  | Germania (bandiera) | C     | Lars Dietz       |
| 8  | Germania (bandiera) | C     | Stephan Fürstner |
| 11 | Germania (bandiera) | C     | Akaki Gogia      |
| 7  | Germania (bandiera) | C     | Marcel Hartel    |
| 36 | Turchia (bandiera)  | C     | Cihan Kahraman   |
| 23 | Germania (bandiera) | C     | Felix Kroos      |
| 21 | Germania (bandiera) | C     | Grischa Prömel   |
| 18 | Germania (bandiera) | C     | Kenny Redondo    |
| 31 | Germania (bandiera) | C     | Berkan Taz       |
| 17 | Svezia (bandiera)   | A     | Simon Hedlund    |
| 16 | Austria (bandiera)  | A     | Philipp Hosiner  |
| 9  | Germania (bandiera) | A     | Sebastian Polter |
| 24 | Germania (bandiera) | A     | Steven Skrzybski |

## Organigramma societario
Area tecnica
- Allenatore: André Hofschneider
- Allenatore in seconda: Sebastian Bönig
- Preparatore dei portieri: Michael Gspurning
- Preparatori atletici: Martin Krüger, Hendrik Schreiber

## Risultati

### 2. Bundesliga

#### Girone di andata
| Arbitro: | Stegemann |

|  |           |             |
|  | Marcatori | 59’ Trimmel |

| Arbitro: | Willenborg |

|                                             |           |                                               |
| Kreilach 14’ Skrzybski 24’, 52’ Hedlund 27’ | Marcatori | 12’ Schindler 16’ (aut.) Pedersen 32’ Drexler |

| Arbitro: | Schröder |

|                          |           |                        |
| Teuchert 55’ Behrens 90’ | Marcatori | 46’ Hedlund 66’ Polter |

| Arbitro: | Dietz |

|            |           |                |
| Hartel 55’ | Marcatori | 46’ Voglsammer |

| Arbitro: | Aarnink |

|                                    |           |                               |
| Sobottka 17’ Usami 84’ Neuhaus 90’ | Marcatori | 69’ Kreilach 78’ (aut.) Ayhan |

| Arbitro: | Storks |

|             |           |           |
| Hedlund 52’ | Marcatori | 62’ Nyman |

| Arbitro: | Sather |

|              |           |  |
| Paqarada 55’ | Marcatori |  |

| Arbitro: | Schmidt |

|                                                     |           |  |
| Polter 6’, 25’, 77’ Modica 11’ (aut.) Skrzybski 32’ | Marcatori |  |

| Arbitro: | Cortus |

|             |           |                       |
| Bertram 73’ | Marcatori | 55’ Hartel 71’ Polter |

| Arbitro: | Kempkes |

|  |           |                      |
|  | Marcatori | 20’ Polter 57’ Gogia |

| Arbitro: | Petersen |

|                                  |           |            |
| Kurzweg 4’ Gogia 41’ Hedlund 76’ | Marcatori | 57’ Wittek |

| Arbitro: | Dietz |

|                |           |              |
| Il'jučenko 86’ | Marcatori | 49’ Leistner |

| Arbitro: | Dankert |

|            |           |  |
| Polter 90’ | Marcatori |  |

| Arbitro: | Aytekin |

|                                            |           |                                      |
| Feick 44’ Verhoek 61’, 74’ Schnatterer 66’ | Marcatori | 63’ (rig.) Polter 72’, 75’ Skrzybski |

| Arbitro: | Gerach |

|                                                   |           |                                |
| Prömel 39’ Polter 58’ (rig.) Rosenthal 90’ (aut.) | Marcatori | 51’, 61’ Boyd 66’ (rig.) Kempe |

| Arbitro: | Jöllenbeck |

|                           |           |           |
| Stöger 40’ Hinterseer 87’ | Marcatori | 4’ Polter |

| Arbitro: | Dankert |

|  |           |              |
|  | Marcatori | 71’ Lambertz |

#### Girone di ritorno
| Arbitro: | Petersen |

|                      |           |                                 |
| Skrzybski 59’ (rig.) | Marcatori | 73’ Leipertz 77’ (rig.) Lezcano |

| Arbitro: | Aarnink |

|                         |           |                                 |
| Weilandt 9’ Drexler 19’ | Marcatori | 32’ Skrzybski 85’ (rig.) Polter |

| Arbitro: | Ittrich |

|  |           |             |
|  | Marcatori | 11’ Ewerton |

| Arbitro: | Reichel |

|                  |           |               |
| Kerschbaumer 53’ | Marcatori | 16’ Skrzybski |

| Arbitro: | Hartmann |

|                                      |           |             |
| Skrzybski 67’ (rig.), 90’ Polter 71’ | Marcatori | 41’ Neuhaus |

| Arbitro: | Kempkes |

|             |           |  |
| Reichel 16’ | Marcatori |  |

| Arbitro: | Brand |

|                           |           |             |
| Skrzybski 4’ Pedersen 20’ | Marcatori | 48’ Förster |

| Arbitro: | Waschitzki |

|                                                       |           |                                         |
| Borrello 7’ Andersson 41’ Moritz 66’ (rig.) Mwene 86’ | Marcatori | 36’ (aut.) Andersson 51’, 81’ Skrzybski |

| Berlino 11 marzo 2018, ore 13:30 26ª giornata | Union Berlino | 0 – 0 referto | Erzgebirge Aue | Stadion An der Alten Försterei (21.788 spett.)\| Arbitro: \| Petersen \| |
| Arbitro:                                      | Petersen      |               |                |                                                                          |

| Arbitro: | Winkmann |

|                       |           |                               |
| Kroos 45’ Hosiner 63’ | Marcatori | 59’ Grüttner 89’ (rig.) Knoll |

| Arbitro: | Gerach |

|                               |           |               |
| Hilbert 21’ Prömel 75’ (aut.) | Marcatori | 49’ Friedrich |

| Berlino 7 aprile 2018, ore 13:00 29ª giornata | Union Berlino | 0 – 0 referto | Duisburg | Stadion An der Alten Försterei (22.012 spett.)\| Arbitro: \| Heft \| |
| Arbitro:                                      | Heft          |               |          |                                                                      |

| Arbitro: | Schlager |

|  |           |             |
|  | Marcatori | 80’ Hedlund |

| Arbitro: | Kempkes |

|             |           |             |
| Redondo 74’ | Marcatori | 58’ Dovedan |

| Arbitro: | Siewer |

|                             |           |              |
| Holland 12’ Platte 22’, 35’ | Marcatori | 87’ Parensen |

| Arbitro: | Schröder |

|                                             |           |                |
| Redondo 45’ Soares 47’ (aut.) Skrzybski 90’ | Marcatori | 86’ Hinterseer |

| Arbitro: | Dingert |

|  |           |             |
|  | Marcatori | 82’ Hosiner |

### Coppa di Germania
| Arbitro: | Storks |

|             |           |                            |
| Behrens 40’ | Marcatori | 23’ Schönheim 101’ Hedlund |

| Arbitro: | Willenborg |

|                                                       |           |           |
| Brandt 36’ Alario 59’ Wendell 89’ (rig.) Aránguiz 90’ | Marcatori | 46’ Daube |

## Statistiche

### Statistiche di squadra
| Competizione      | Punti | In casa | In casa | In casa | In casa | In casa | In casa | In trasferta | In trasferta | In trasferta | In trasferta | In trasferta | In trasferta | Totale | Totale | Totale | Totale | Totale | Totale | DR |
| Competizione      | Punti | G       | V       | N       | P       | Gf      | Gs      | G            | V            | N            | P            | Gf           | Gs           | G      | V      | N      | P      | Gf     | Gs     | DR |
| ----------------- | ----- | ------- | ------- | ------- | ------- | ------- | ------- | ------------ | ------------ | ------------ | ------------ | ------------ | ------------ | ------ | ------ | ------ | ------ | ------ | ------ | -- |
| 2. Bundesliga     | 47    | 17      | 7       | 7       | 3       | 30      | 19      | 17           | 5            | 4            | 8            | 24           | 27           | 34     | 12     | 11     | 11     | 54     | 46     | +8 |
| Coppa di Germania | -     | 0       | 0       | 0       | 0       | 0       | 0       | 2            | 1            | 0            | 1            | 3            | 5            | 2      | 1      | 0      | 1      | 3      | 5      | -2 |
| Totale            | -     | 17      | 7       | 7       | 3       | 30      | 19      | 19           | 6            | 4            | 9            | 27           | 32           | 36     | 13     | 11     | 12     | 57     | 51     | +6 |

### Andamento in campionato
| Giornata  | 1 | 2 | 3 | 4 | 5 | 6 | 7  | 8 | 9 | 10 | 11 | 12 | 13 | 14 | 15 | 16 | 17 | 18 | 19 | 20 | 21 | 22 | 23 | 24 | 25 | 26 | 27 | 28 | 29 | 30 | 31 | 32 | 33 | 34 |
| --------- | - | - | - | - | - | - | -- | - | - | -- | -- | -- | -- | -- | -- | -- | -- | -- | -- | -- | -- | -- | -- | -- | -- | -- | -- | -- | -- | -- | -- | -- | -- | -- |
| Luogo     | T | C | T | C | T | C | T  | C | T | T  | C  | T  | C  | T  | C  | T  | C  | C  | T  | C  | T  | C  | T  | C  | T  | C  | C  | T  | C  | T  | C  | T  | C  | T  |
| Risultato | V | V | N | N | P | N | P  | V | V | V  | V  | N  | V  | P  | N  | P  | P  | P  | N  | P  | N  | V  | P  | V  | P  | N  | N  | P  | N  | V  | N  | P  | V  | V  |
| Posizione | 4 | 2 | 6 | 4 | 7 | 8 | 10 | 9 | 7 | 4  | 4  | 4  | 3  | 3  | 4  | 4  | 4  | 6  | 7  | 9  | 10 | 8  | 10 | 7  | 8  | 8  | 8  | 11 | 11 | 9  | 9  | 10 | 9  | 8  |

Legenda:

Luogo: C = Casa; T = Trasferta. Risultato: V = Vittoria; N = Pareggio; P = Sconfitta.

### Statistiche dei giocatori
| Giocatore        | 2. Bundesliga | 2. Bundesliga | 2. Bundesliga | 2. Bundesliga | Coppa di Germania | Coppa di Germania | Coppa di Germania | Coppa di Germania | Totale   | Totale | Totale      | Totale     |
| Giocatore        | Presenze      | Reti          | Ammonizioni   | Espulsioni    | Presenze          | Reti              | Ammonizioni       | Espulsioni        | Presenze | Reti   | Ammonizioni | Espulsioni |
| ---------------- | ------------- | ------------- | ------------- | ------------- | ----------------- | ----------------- | ----------------- | ----------------- | -------- | ------ | ----------- | ---------- |
| J. Busk          | 20            | 0             | 0             | 0             | -                 | -                 | -                 | -                 | 20       | 0      | 0           | 0          |
| D. Mesenhöler    | 14            | 0             | 0             | 0             | 2                 | 0                 | 0                 | 0                 | 16       | 0      | 0           | 0          |
| L. Moser         | -             | -             | -             | -             | -                 | -                 | -                 | -                 | -        | -      | -           | -          |
| M. Friedrich     | 12            | 1             | 0             | 1             | -                 | -                 | -                 | -                 | 12       | 1      | 0           | 1          |
| P. Kurzweg       | 7             | 1             | 0             | 0             | 2                 | 0                 | 0                 | 0                 | 9        | 1      | 0           | 0          |
| T. Leistner      | 29            | 1             | 3             | 1             | 1                 | 0                 | 0                 | 0                 | 30       | 1      | 3           | 1          |
| L. Maloney       | 1             | 0             | 0             | 0             | -                 | -                 | -                 | -                 | 1        | 0      | 0           | 0          |
| M. Parensen      | 11            | 1             | 1             | 0             | 1                 | 0                 | 0                 | 0                 | 12       | 1      | 1           | 0          |
| K. Pedersen      | 32            | 1             | 2             | 0             | 1                 | 0                 | 0                 | 0                 | 33       | 1      | 2           | 0          |
| F. Schönheim     | 10            | 0             | 2             | 0             | 1                 | 1                 | 0                 | 0                 | 11       | 1      | 2           | 0          |
| C. Schösswendter | 2             | 0             | 0             | 0             | 1                 | 0                 | 0                 | 0                 | 3        | 0      | 0           | 0          |
| Torrejón         | 24            | 0             | 3             | 0             | 1                 | 0                 | 0                 | 0                 | 25       | 0      | 3           | 0          |
| C. Trimmel       | 32            | 1             | 9             | 0             | 2                 | 0                 | 0                 | 0                 | 34       | 1      | 9           | 0          |
| D. Daube         | 15            | 0             | 2             | 0             | 1                 | 1                 | 0                 | 0                 | 16       | 1      | 2           | 0          |
| L. Dietz         | -             | -             | -             | -             | -                 | -                 | -                 | -                 | -        | -      | -           | -          |
| S. Fürstner      | 18            | 0             | 2             | 0             | 2                 | 0                 | 0                 | 1                 | 20       | 0      | 2           | 1          |
| A. Gogia         | 22            | 2             | 5             | 0             | 0                 | 0                 | 1                 | 0                 | 22       | 2      | 6           | 0          |
| M. Hartel        | 28            | 2             | 3             | 0             | 2                 | 0                 | 0                 | 0                 | 30       | 2      | 3           | 0          |
| C. Kahraman      | -             | -             | -             | -             | -                 | -                 | -                 | -                 | -        | -      | -           | -          |
| F. Kroos         | 29            | 1             | 7             | 0             | 1                 | 0                 | 0                 | 0                 | 30       | 1      | 7           | 0          |
| G. Prömel        | 23            | 1             | 1             | 1             | 1                 | 0                 | 0                 | 0                 | 24       | 1      | 1           | 1          |
| K. Redondo       | 9             | 2             | 2             | 0             | -                 | -                 | -                 | -                 | 9        | 2      | 2           | 0          |
| B. Taz           | -             | -             | -             | -             | -                 | -                 | -                 | -                 | -        | -      | -           | -          |
| S. Hedlund       | 31            | 5             | 5             | 0             | 2                 | 1                 | 0                 | 0                 | 33       | 6      | 5           | 0          |
| P. Hosiner       | 19            | 2             | 0             | 1             | 2                 | 0                 | 0                 | 0                 | 21       | 2      | 0           | 1          |
| S. Polter        | 24            | 12            | 3             | 0             | 2                 | 0                 | 2                 | 0                 | 26       | 12     | 5           | 0          |
| S. Skrzybski     | 29            | 14            | 1             | 0             | 2                 | 0                 | 0                 | 0                 | 31       | 14     | 1           | 0          |
| D. Kreilach      | 19            | 2             | 1             | 0             | 2                 | 0                 | 0                 | 0                 | 21       | 2      | 1           | 0          |
| A. Uchida        | 2             | 0             | 0             | 0             | -                 | -                 | -                 | -                 | 2        | 0      | 0           | 0          |